# Газімуро-Заводське сільське поселення
Газіму́ро-Заво́дське сільське поселення (рос. Газимуро-Заводское сельское поселение) — сільське поселення у складі Газімуро-Заводського району Забайкальського краю Росії.
Адміністративний центр — село Газімурський Завод.

## Історія
Станом на 2002 рік існували Газімуро-Заводський сільський округ (села Газімурський Завод, Ігдоча, Корабль, Павловськ, Ямкун) та Тайнинський сільський округ (село Тайна).

## Населення
Населення сільського поселення становить 3665 осіб (2019; 3880 у 2010, 3732 у 2002).

## Склад
До складу сільського поселення входять:
| Населений пункт          | Населення, осіб (2002) | Населення, осіб (2010) |
| ------------------------ | ---------------------- | ---------------------- |
| Газімурський Завод, село | 2465                   | 2657                   |
| Ігдоча, село             | 269                    | 250                    |
| Корабль, село            | 105                    | 107                    |
| Павловськ, село          | 138                    | 136                    |
| Тайна, село              | 602                    | 576                    |
| Ямкун, село              | 153                    | 154                    |